# Mitsuko Kusabue
Mitsuko Kusabue (草笛光子, Kusabue Mitsuko), née le 22 octobre 1933 dans l'arrondissement de Kanagawa-ku à Yokohama, est une actrice japonaise.

## Biographie

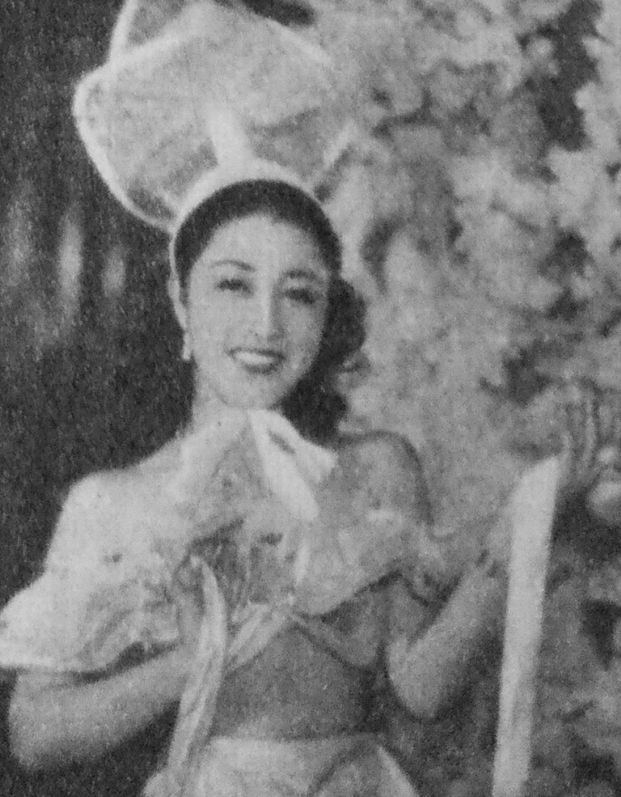
Mitsuko Kusabue à la Shōchiku Kageki Dan.

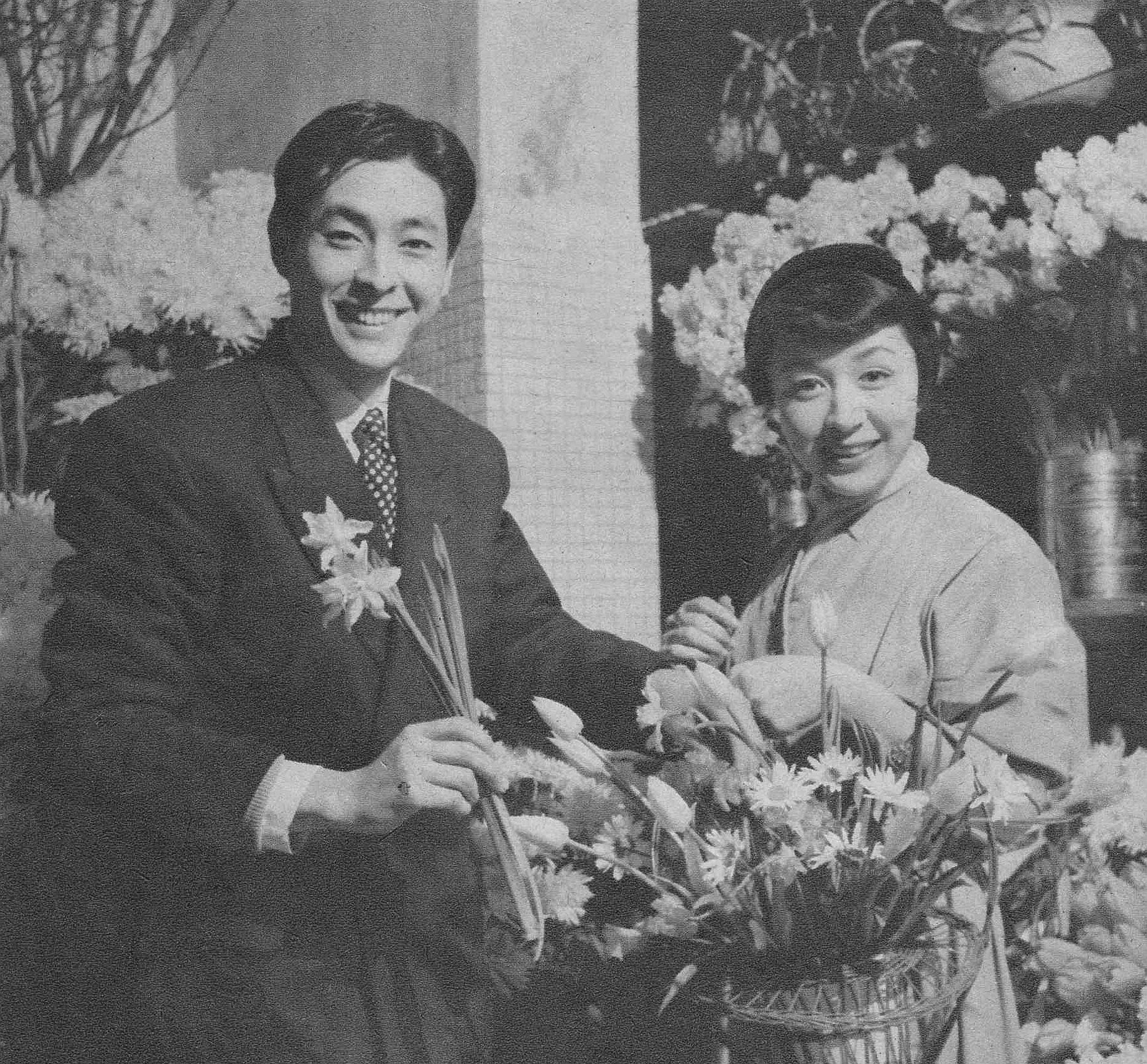
Yūji Kawakita et Mitsuko Kusabue en 1954.

Mitsuko Kusabue commence sa carrière comme danseuse d'une revue de cabaret, la Shōchiku Kageki Dan (SKD) en 1950, avant d'entrer à la Tōhō comme actrice en 1952,. Elle apparaît pour la première fois sur les écrans l'année suivante dans Junketsu kakumei de Yūzō Kawashima.
Elle a tourné dans plus de 140 films au cinéma depuis 1953,.

### Vie privée
Mitsuko Kusabue a été mariée au compositeur Yasushi Akutagawa de 1960 à 1962, elle est la sœur de l'actrice Keiko Tomita (ja).

## Filmographie partielle

### Cinéma

#### Années 1950
- 1953 : Junketsu kakumei (純潔革命?) de Yūzō Kawashima
- 1954 : Haru no wakakusa (春の若草?) de Kenkichi Hara
- 1954 : Ren'ai patorōru (恋愛パトロール?) de Manao Horiuchi
- 1954 : Edo no yūbae (江戸の夕映?) de Noboru Nakamura
- 1955 : Daigaku wa detakeredo (大学は出たけれど?) de Yoshitarō Nomura
- 1955 : La Vie d'une femme (女の一生, Onna no issho?) de Noboru Nakamura
- 1955 : Voici une fontaine (ここに泉あり, Koko ni izumi ari?) de Tadashi Imai
- 1955 : Shuzenji monogatari (修禅寺物語?) de Noboru Nakamura
- 1955 : Hanayome wa doko ni iru (花嫁はどこにいる?) de Yoshitarō Nomura
- 1955 : Ejima Ikushima (絵島生島?) de Hideo Ōba
- 1956 : Tabigarasu itarō (旅がらす伊太郎?) de Yoshitarō Nomura
- 1956 : Seishun no oto (青春の音?) de Hideo Sekigawa
- 1956 : Hanayome boshūchū (花嫁募集中?) de Yoshitarō Nomura
- 1957 : Bōkyaku no hanabira (忘却の花びら?) de Toshio Sugie
- 1957 : Ujō (雨情?) de Seiji Hisamatsu
- 1957 : Bōkyaku no hanabira: Kanketsuhen (忘却の花びら 完結篇?) de Toshio Sugie
- 1957 : Ōatari sanshoku musume (大当り三色娘?) de Toshio Sugie
- 1957 : Sono yoru no himegoto (その夜のひめごと?) de Keigo Kimura
- 1957 : Daigaku no samurai-tachi (大学の侍たち?) de Nobuo Aoyagi
- 1957 : Aoi sanmyaku: Shinko no maki (青い山脈 新子の巻?) de Shūe Matsubayashi
- 1957 : Datsugoku-shū (脱獄囚?) de Hideo Suzuki
- 1958 : Aijō no miyako (愛情の都?) de Toshio Sugie
- 1958 : Jours de congé à Tokyo (東京の休日, Tōkyō no kyūjitsu?) de Kajirō Yamamoto
- 1958 : Yajikita dōchūki (弥次喜多道中記?) de Yasuki Chiba
- 1958 : Taiko tataite fue fuite (太鼓たゝいて笛吹いて?) de Toshio Sugie
- 1958 : L'Auberge de la gare (喜劇 駅前旅館, Kigeki: Ekimae ryokan?) de Shirō Toyoda
- 1958 : Nezumi Kozo part en voyage (旅姿鼠小僧, Tabisugata Nezumi Kozō?) de Hiroshi Inagaki
- 1958 : Hana no bojō (花の慕情?) de Hideo Suzuki
- 1958 : Otona niwa wakaranai: Seishun hakusho (青春白書 大人には分らない?) d'Eizō Sugawa
- 1958 : Jinsei gekijō: Seishun hen (人生劇場 青春篇?) de Toshio Sugie
- 1958 : Yajikita dōchū sugoroku (弥次喜多道中記夫婦篇 弥次喜多道中双六?) de Yasuki Chiba
- 1959 : Ombres dans la nuit (暗黒街の顔役, Ankokugai no kaoyaku?) de Kihachi Okamoto
- 1959 : Kitsune to tanuki (狐と狸?) de Yasuki Chiba
- 1959 : Uwayaku, shitayaku, godōyaku (上役・下役・ご同役?) d'Ishirō Honda
- 1959 : Akuma no seppun (悪魔の接吻?) de Seiji Maruyama

#### Années 1960
- 1960 : Yama no kanata ni - Dai ichi-bu: Ringo no hoo: Dai ni-bu: Sakana no seppun (かなたに 第１部リンゴの頬 第２部魚の接吻?) d'Eizō Sugawa
- 1960 : Le Fils de famille (ぼんち, Bonchi?) de Kon Ichikawa : Ikako
- 1960 : Filles, épouses et une mère (娘・妻・母, Musume tsuma haha?) de Mikio Naruse : Kaoru Tani
- 1960 : Le Baiser du voleur (接吻泥棒, Seppun dorobō?) de Yūzō Kawashima
- 1960 : Courant du soir (夜の流れ, Yoru no nagare?) de Mikio Naruse et Yūzō Kawashima
- 1960 : Shin jōdaigaku (新・女大学?) de Seiji Hisamatsu
- 1960 : Gametsui yatsu (がめつい奴?) de Yasuki Chiba
- 1960 : Chi no hate ni ikuru mono (地の涯に生きるもの?) de Seiji Hisamatsu
- 1960 : Ā jonan (ああ女難?) de Toshio Sugie
- 1960 : Sararīman Chūshingura (サラリーマン忠臣蔵?) de Toshio Sugie
- 1961 : Le Bonheur est en nous (名もなく貧しく美しく, Na mo naku mazushiku utsukushiku?) de Zenzō Matsuyama
- 1961 : Ginza no koibitotachi (銀座の恋人たち?) de Yasuki Chiba
- 1961 : Zoku sararīman Chūshingura (続サラリーマン忠臣蔵?) de Toshio Sugie
- 1961 : Zoku shachō dochuki: Onna oyabun taiketsu no maki (続・社長道中記 女親分対決の巻?) de Shūe Matsubayashi
- 1961 : Honkon no yoru (香港の夜?) de Yasuki Chiba
- 1961 : Neko to katsuobushi: Aru sawashi no monogatari (猫と鰹節 ある詐話師の物語?) de Hiromichi Horikawa
- 1962 : Sarariman shimizu minato (サラリーマン清水港?) de Shūe Matsubayashi
- 1962 : La Place de la femme (女の座, Onna no za?) de Mikio Naruse : Umeko Ishikawa
- 1962 : Zoku sarariman shimizu minato (続サラリーマン清水港?) de Shūe Matsubayashi
- 1962 : Shachō yōkōki (社長洋行記?) de Toshio Sugie
- 1962 : Ai no uzushio (愛のうず潮?) de Seiji Hisamatsu
- 1962 : Zoku shachō yōkōki (続社長洋行記?) de Toshio Sugie
- 1962 : Honkon no hoshi (香港の星?) de Yasuki Chiba
- 1962 : Chronique de mon vagabondage (放浪記, Hōrōki?) de Mikio Naruse : Kyoko Hinatsu
- 1962 : Les 47 Rōnin (忠臣蔵 花の巻 雪の巻, Chūshingura: Hana no maki, yuki no maki?) de Hiroshi Inagaki
- 1962 : Kawano hotoride (河のほとりで?) de Yasuki Chiba
- 1963 : Zoku shachō manyūki (続社長漫遊記?) de Toshio Sugie
- 1963 : Shachō gaiyūki (社長外遊記?) de Shūe Matsubayashi
- 1963 : Zoku shachō gaiyūki (続社長外遊記?) de Shūe Matsubayashi
- 1963 : Honolulu - Tokyo - Hong Kong (ホノルル・東京・香港, Honoruru・Tōkyō・Honkon?) de Yasuki Chiba
- 1963 : Le Défi des géants (大盗賊, Daitōzoku?) de Senkichi Taniguchi
- 1963 : L'Histoire de la femme (女の歴史, Onna no rekishi?) de Mikio Naruse : Shizuyo Kinoshita
- 1964 : Shachō shinshiroku (社長紳士録?) de Shūe Matsubayashi
- 1964 : La Grande Tornade (士魂魔道 大龍巻, Shikon madō: Daitatsu maki?) de Hiroshi Inagaki
- 1964 : Une femme dans la tourmente (乱れる, Midareru?) de Mikio Naruse : Hisako Morizono
- 1964 : Zoku shachō shinshiroku (続社長紳士録?) de Shūe Matsubayashi
- 1964 : Hadaka no jūyaku (裸の重役?) de Yasuki Chiba
- 1964 : Sara no mon (沙羅の門?) de Seiji Hisamatsu
- 1964 : Danchi: Nanatsu no taizai (団地七つの大罪?) de Yasuki Chiba et Masanori Kakei (ja)
- 1964 : Irresponsable dans l'Edo des fleurs (花のお江戸の無責任, Hana no Ōedo no musekinin?) de Kajirō Yamamoto
- 1965 : Zoku shachō ninpōchō (続社長忍法帖?) de Shūe Matsubayashi
- 1965 : Abare inu (暴れ犬?) de Kazuo Mori
- 1965 : Zoku nishi no ōshō: Higashi no taishō (続西の王将・東の大将?) de Toshio Sugie
- 1965 : Ore ni tsuite koi! (おれについてこい！?) de Hiromichi Horikawa
- 1966 : L'Étranger à l'intérieur d'une femme (女の中にいる他人, Onna no naka ni iru tanin?) de Mikio Naruse : Yumiko Kato
- 1966 : Onna wa iku man ari totemo (女は幾万ありとても?) de Toshio Sugie
- 1966 : Le Roi blaireau (狸の王様, Tanuki no ōsama?) de Kajirō Yamamoto
- 1966 : Ja ja umanarashi (じゃじゃ馬ならし?) de Toshio Sugie
- 1966 : Sanhiki no tanuki (３匹の狸?) de Hideo Suzuki
- 1966 : Le Repos du blaireau (狸の休日, Tanuki no kyūjitsu?) de Kajirō Yamamoto
- 1967 : Zoku shachō senichiya (続社長千一夜?) de Shūe Matsubayashi
- 1967 : Nuages épars (乱れ雲, Midaregumo?) de Mikio Naruse : Ayako
- 1968 : Haruranman (春らんまん?) de Yasuki Chiba
- 1969 : Furesshuman wakadaishō (フレッシュマン若大将?) de Jun Fukuda
- 1969 : Shachō enmachō (社長えんま帖?) de Shūe Matsubayashi
- 1969 : Zoku shachō enmachō (続社長えんま帖?) de Shūe Matsubayashi
- 1969 : Nihonkai daikaisen (日本海大海戦?) de Seiji Maruyama

#### Années 1970
- 1970 : Shachō gaku ABC (社長学ＡＢＣ?) de Shūe Matsubayashi
- 1970 : Zoku shachō gaku ABC (続社長学ＡＢＣ?) de Shūe Matsubayashi
- 1970 : Kigeki: Otoko urimasu (喜劇 男売ります?) de Kiyoshi Nishimura
- 1972 : Hajimete no ai (初めての愛?) de Shirō Moritani
- 1976 : Banka (挽歌?) de Yoshisuke Kawasaki (ja)
- 1976 : Le Complot de la famille Inugami (犬神家の一族, Inugami-ke no ichizoku?) de Kon Ichikawa
- 1976 : Nakinagara warau hi (泣きながら笑う日?) de Zenzō Matsuyama
- 1977 : La Ballade du diable (悪魔の手毬唄, Akuma no temari-uta?) de Kon Ichikawa
- 1977 : L'Île de la prison (獄門島, Gokumon-tō?) de Kon Ichikawa
- 1977 : Sugata Sanshiro (姿三四郎?) de Kihachi Okamoto
- 1978 : La Reine des abeilles (女王蜂, Joōbachi?) de Kon Ichikawa : Otomi
- 1978 : Le Phénix (火の鳥, Hi no tori?) de Kon Ichikawa
- 1979 : La Maison du pendu (病院坂の首縊りの家, Byōinzaka no kubikukuri no ie?) de Kon Ichikawa

#### Années 1980
- 1981 : Le Bonheur (幸福, Kōfuku?) de Kon Ichikawa
- 1983 : Nogare no machi (逃がれの街?) d'Eiichi Kudō
- 1985 : Wangan dōro (湾岸道路?) de Yōichi Higashi
- 1985 : La Proie de l'homme (櫂, Kai?) de Hideo Gosha
- 1985 : Sorekara (それから?) de Yoshimitsu Morita
- 1986 : Genkai tsurezure-bushi (玄海つれづれ節?) de Masanobu Deme

#### Années 1990
- 1990 : Jotei: Kasuga no tsubone (女帝 春日局?) de Sadao Nakajima
- 1993 : Rex: Kyoryu monogatari (REX 恐竜物語?) de Haruki Kadokawa

#### Années 2000
- 2000 : Rōshin (老親?) de Tazuko Makitsubo (ja)
- 2001 : Shiberia chōtokkyū 2 (シベリア超特急２?) de Haruo Mizuno (ja)
- 2005 : What the Snow Brings (en) (雪に願うこと, Yuki ni negau koto?) de Kichitarō Negishi
- 2006 : Les Inugamis (犬神家の一族, Inugami-ke no ichizoku?) de Kon Ichikawa
- 2009 : Shizumanu taiyō (沈まぬ太陽?) de Setsurō Wakamatsu

#### Années 2010
- 2010 : Bushi no kakeibo (武士の家計簿?) de Yoshimitsu Morita
- 2011 : Dendera (デンデラ?) de Daisuke Tengan (ja)
- 2014 : 0,5 mm (0.5ミリ, 0.5 miri?) de Momoko Andō
- 2016 : Tono, risoku de gozaru! (殿、利息でござる!?) de Yoshihiro Nakamura
- 2018 : Baachan Road (ばぁちゃんロード, Bāchan rōdo?) de Tetsuo Shinohara
- 2019 : Aru sendō no hanashi (ある船頭の話?) de Joe Odagiri

#### Années 2020
- 2021 : Rōgo no shikin ga arimasen! (老後の資金がありません!?) de Tetsu Maeda (ja) : Yoshino Gotō
- 2023 : Jigen Daisuke (次元大介?) de Hajime Hashimoto (ja)

### Télévision
- 1958 - 1960 : animatrice de l'émission hebdomadaire de musique Mitsuko no mado[5]
- 2006 : Kekkon dekinai otoko (結婚できない男?) drama diffusé sur Kansai TV
- 2013 : Yae no sakura (八重の桜?) série télévisée de la NHK (narration)

## Distinctions
Sauf indication contraire, les informations mentionnées dans cette section peuvent être confirmées par la base de données cinématographiques IMDb,  présente dans la section « Liens externes ».

### Décorations
- 1999 : Médaille au ruban pourpre
- 2005 : récipiendaire de l'ordre du Soleil levant de quatrième classe

### Récompenses
- 2007 : Prix Kinuyo Tanaka[6],[7]
- 2013 : Prix Kinokuniya de théâtre

### Nominations
- 2022 : prix de la meilleure actrice dans un second rôle pour Rōgo no shikin ga arimasen! aux Japan Academy Prize[8]